# Doña Pura y Doña Pera, vecinas de la escalera
Doña Pura y Doña Pera, vecinas de la escalera es una historieta creada por Francisco Ibáñez en 1964 para la revista Tío Vivo que cuenta las cómicas peripecias de dos vecinas de un edificio.

## Características
La serie está protagonizada Doña Pura, una anciana generosa y de carácter bondadoso que sin embargo inadvertidamente suele causarle problemas a su vecina Doña Pera, una mujer cotilla, egoísta y de temperamento colérico. Doña Pura y Doña Pera tienen a un loro y un gato como respectivas mascotas, las cuales están constantemente a la gresca, sirviendo estos animales de chiste de segundo plano. Esta serie es una de las más costumbristas de Ibáñez al centrarse en la vida diaria de estas dos mujeres. Es además la única serie del autor protagonizada por mujeres.
Las cuatro historietas de estas vecinas son de una página.

## Trayectoria editorial
Las cuatro historietas que existen de estos personajes se publicaron en el año 1964 en la revista Tío Vivo, no volviendo a aparecer hasta 1992 en un cameo en la historieta de Mortadelo y Filemón El 35 aniversario. Ibáñez ha comentado que de entre sus series efímeras ésta es una de las que más le habría gustado haber continuado.

### Relación completa de historietas
| Publicación      | Argumento |
| Tío Vivo n.º 161 | Doña Pera roba a Doña Pura una botella de tintorro sin saber que en realidad contenía un reconstituyente para loros. |
| Tío Vivo n.º 167 | Doña Pera sale huyendo de la ciudad tras oír a Doña Pura decir que hay que darse prisa por el terremoto. Tras perder todos sus ahorros al caerse por un barranco, se entera de que su vecina se refería al cantaor "Terremoto de Almería" |
| Tío Vivo n.º 168 | Doña Pera sube en bata a la azotea a ver si se le ha secado el vestido. Doña Pura ve la puerta de la casa de su vecina abierta y pensando que ha sido un despiste la cierra, dejando a Doña Pera sin poder entrar. Temerosa de que sus vecinos la vean con la facha que lleva se esconde en el canalón de la fachada pero resbala y cae sobre un guardia. |
| Tío Vivo n.º 169 | Doña Pera se finge enferma para lograr que Doña Pura friegue la escalera en su lugar. Doña Pura deja el jabón y el cubo en la puerta de su vecina mientras baja a comprar otra bayeta. Doña Pera al salir de su casa se resbala con el jabón, se le incrusta la cabeza en el cubo y cae rodando por las escaleras.                                        |
|                  | |

## Influencias
El aspecto de Doña Pura recuerda a un personaje de una historieta de la serie Valentín Acero del dibujante belga Peyo, La señorita Josefina (Madame Adolphine, en el original), de 1963.